# Donezka Salisnyzja
Die Donezka Salisnyzja (ukrainisch Донецька залізниця; russisch Донецкая железная дорога/Donezkaja schelesnaja doroga, deutsch etwa „Donezk-Eisenbahn“) war ein regionaler Betreiber von Eisenbahnverkehr in der östlichen Ukraine mit Hauptsitz in Donezk. Sie gehörte zur ukrainischen Eisenbahngesellschaft Ukrsalisnyzja. Sie betrieb auf einer Gesamtstreckenlänge von etwa 3000 Kilometern mit 239 Eisenbahnstationen den Eisenbahnverkehr.

## Geschichte
Die Geschichte der Gesellschaft begann mit der Eröffnung der ersten Strecke zwischen Kursk über Charkiw nach Asow im Jahre 1869 durch die damalige Kursk-Charkow-Asow-Bahn. Spätere Strecken kamen durch verschiedene Bahngesellschaften hinzu (Katharinenbahn, Konstantinbahn, Donezer Kohlenbahn, Norddonezer Eisenbahn) hinzu.
Im Mai 1953 wurde durch einen Ministerratsbeschluss die Gesellschaft in ihren heutigen Ausmaßen geschaffen. 
Im Laufe der Kampfhandlungen in den Oblasten Donezk und Luhansk kam es zu starken Einschränkungen des Bahnverkehrs in den betreffenden Regionen. Die Eisenbahngesellschaft bediente bis zu den Kampfhandlungen 2014 die Streckennetze in den Oblasten Donezk und Luhansk sowie Teilen weiterer umliegender Oblaste (Oblast Charkiw, Oblast Saporischschja, Oblast Dnipropetrowsk).

### Aufteilung
Durch eine Entscheidung der Werchowna Rada wurde der Betrieb der noch unter ukrainischer Kontrolle stehenden Streckenteile auf die Piwdenna Salisnyzja und die Prydniprowska Salisnyzja übertragen; de facto wird der Betrieb großteils durch die Eisenbahndirektion Lyman durchgeführt. Am 29. Mai 2016 wurde die Strecke zwischen Trojizke und Stanyzja Luhanska (Teil der Bahnstrecke Waluiki–Schachty) wiedereröffnet.

### Karten

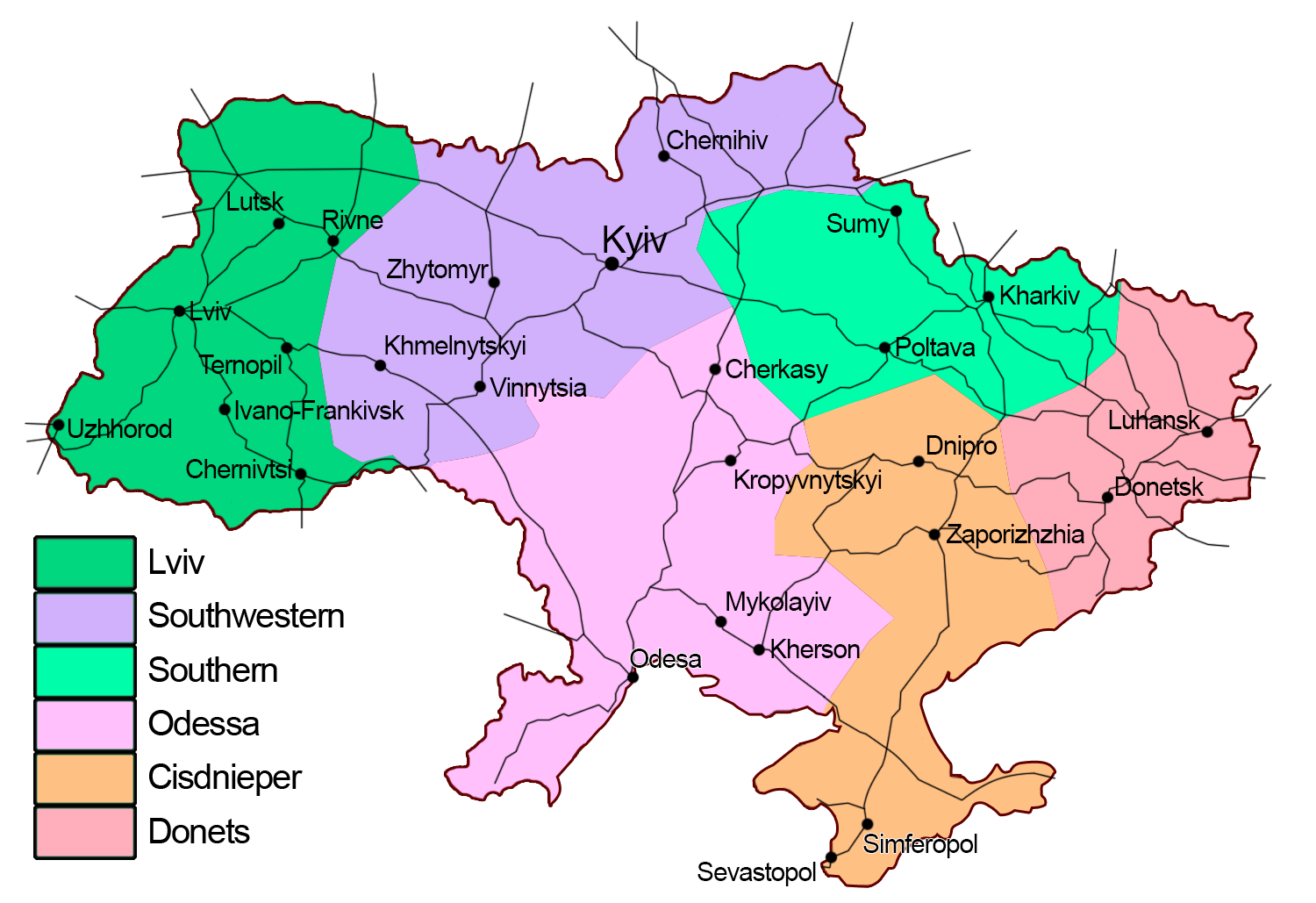
Regionale Eisenbahngesellschaften der Ukraine, 2014
Streckenübersicht der Donezka Salisnyzja, 2008
Netzplan der Vorortbahnen, 2020

## Direktionen
1. – Eisenbahndirektion Debalzewe
2. – Eisenbahndirektion Lyman
3. – Eisenbahndirektion Luhansk
4. – Eisenbahndirektion Jassynuwata

## Bahnstrecken
- Bahnstrecke Charkiw–Horliwka (über Swjatohirsk, Lyman, Siwersk und Bachmut)
- Bahnstrecke Dolja–Debalzewe (über Ilowajsk)
- Bahnstrecke Dubowe–Pokrowsk (über Dobropillja)
- Bahnstrecke Fedoriwka–Wolnowacha (über Werchnij Tokmak und Komysch-Sorja)
- Bahnstrecke Jassynuwata–Millerowo (über Krynytschna, Wuhlehirsk, Debalzewe, Rodakowe, Luhansk und Kindraschiwska nach Russland – Grenzbahnhof Wilchowe/Rasdelnaja Karjer KM 122)
- Bahnstrecke Kramatorsk–Debalzewe (ber Tschassiw Jar, Bachmut, Popasna und Almasna)
- Bahnstrecke Kupjansk–Swjatohirsk
- Bahnstrecke Luhansk–Lutuhyne
- Bahnstrecke Mariupol–Kostjantyniwka (über Wolnowacha, Dolja, Rutschenkowe, Donezk und Jassynuwata)
- Bahnstrecke Otscheretyne–Swerewo (über Horliwka, Debalzewe, Swerdlowsk nach Russland – Grenzbahnhof Krasna Mohyla/Gukowo, mit Zweigstrecke nach Krasnyj Lutsch)
- Bahnstrecke Poltawa–Rostow (über Berestyn, Losowa, Dubowe, Slowjansk, Kramatorsk, Kostjantyniwka, Horliwka/Mykytiwka, Krynytschna, Charzysk und Ilowajsk nach Russland über Taganrog – Grenzbahnhof Kwaschyne/Uspenskaja)
- Bahnstrecke Rutschenkowe–Pokrowsk (über Kurachowe)
- Bahnstrecke Siwersk–Lichaja (über Rodakowe, Lutuhyne und Simejkyne nach Russland – Grenzbahnhof Iswaryne/Pleschakowo)
- Bahnstrecke Sumy–Horliwka (nach Russland über Proletarski/Gotnja und Belgorod und wieder in die Ukraine über Wowtschansk, Kupjansk, Lyssytschansk und Popasna – Grenzbahnhöfe Puschkarne/Ilek-Penkowka und Neschegol/Wowtschansk)
- Bahnstrecke Waluiki–Schachty (von Russland – Grenzbahnhof Rasdelnaja Wystrel/Hrakiwka über Kindraschiwska, Nowosimejkyne und Swerdlowsk nach Russland – Grenzbahnhof KM 1092/Sakordonnaja)